# VNV Nation
VNV Nation je englesko/irski elektro pop sastav. Dvojac, koji potječe iz Londona i Wexforda, danas djeluje iz Hamburga. Kombinacijom trance, future pop i EBM glazbe postižu jedinstven zvuk i postaju jedno od najvećih imena EBM scene. Članovi sastava su Ronan Harris i Mark Jackson.

## Povijest

### Advance and Follow
Godine 1995. članovi sastava potpisuju ugovor s njemačkom kućom Discordia i izdaju prvi album, Advance and Follow, koji sa sobom nosi zvuk plesnih melodija i grubih (eng. harsh) elektronskih beatova. Početkom 1998. godine prelaze na Off Beat etiketu i izdaju album Praise The Fallen i EP "Solitary".

### Empires
Godine 1999. izlazi album Empires koji označava prekretnicu u djelovanju sastava. Riječ je o visoko kvalitetnom produkcijskom materijalu koji je samo potvrdio epitete po kojima VNV Nation danas slove kao jedan od najkvalitetnijih nezavisnih elektro sastava. Albumom dvojac postiže velik uspjeh i 7 tjedana drži prvo mjesto na DAC ljestvici.
Sama ideja s kojom su Ronan Harris i Mark Jackson osnovali VNV Nation zadržala se do danas: kombinacija elektronske produkcije usko povezane s orkestralnim melodijama i atmosferom filmskih glazbenih kulisa. Harsh zvuk skoro nestaje. Uz singl "Darkangel", album donosi još nekoliko hit singlova: "Kingdom", "Rubicon" i "Legion".

### Futureperfect
Godine 2002. izlazi Futureperfect, album s kojim se VNV Nation odvaja od EBM-a, te počinje više sličiti future popu. Novi je zvuk korak dalje od starijih albuma. Materijal predstavlja u prvom redu izrazito melodične pjesme pune emocija i "inteligentnih" tekstova. I ovaj je album dvojcu donio veliki uspjeh, što se moglo zaključiti već po prijamu prvog singla, "Genesis". Nakon izlaska ubrzo se skrasio na čelnoj poziciji DAC-a. Pjesme "Epicentre", "Beloved", "Electronaut" i "Genesis" postigle su najveći uspjeh.

### Matter + Form
Nakon tri godine stanke, 2005. VNV Nation objavljuju novi album Matter + Form. Ronan Harris odlučuje produkciju podijeliti s poznatim njemačkim producentom Gerritom Frerichsom, poznatijim pod pseudonimom Humate. Prvi singl, "Chrome" postavljen je ispočetka samo na internet, kao uvod u album.
Promjena u zvuku na novim materijalima osjeti se u određenoj mjeri, no VNV Nation su ostali vjerni svom pristupu glazbenog izražavanja, ponajviše tekstualno. Značajnije su pjesme "Homeward", "Lightwave" i "Perpetual". Matter + Form prodan je u tiraži koja se približila brojci od 60.000 primjeraka, impresivna brojka za nezavisni elektro sastav.

### Judgement
Dana 4. travnja 2007. izlazi album Judgement. Tekstovi i dalje ostaju autorski aduti Ronana Harrisa. Značajnije pjesme su "The Farthest Star", "Carry You", "Nemesis", "Testament", "Secluded Spaces", "Illusion" i "As".

### Reformation 1
Dvije godine nakon Judgementa, izlazi i box set 'Reformation 1'. Datum izlaska na europsko tržište bio je 24. travnja 2009.

### Of Faith, Power and Glory
Sljedeći album, Of Faith, Power and Glory najavljen je na Myspace blogu sastava. 
Album konačno izlazi u lipnju 2009.

## Diskografija

### Studijski albumi
- 1995. - Advance and Follow
- 1998. - Praise the Fallen
- 1999. - Empires
- 2002. - Futureperfect
- 2005. - Matter + Form
- 2007. - Judgement
- 2009. - Of Faith, Power and Glory

### Singlovi i EP-evi
- 1990. - Body Pulse – (12")
- 1990. - Strength of Youth – (12")
- 1998. - Solitary EP – (CD EP) - Energy Rekord, Off Beat / (CD EP) 1999 - Dependent Records
- 1999. - Darkangel – (CD Maxi) - Dependent Records / (AAC File) 1999 - Metropolis
- 2000. - Burning Empires/Standing – (2xCD, Ltd Edition [4700 copies]) - Dependent Records
- 2001. - Advance and Follow (v2) – (CD Album, Remastered, Reissue) - Dependent Records
- 2001. - Cold – (R rated mig 29 Mix by DJ Kowalski) – (MP3 File)
- 2000. - Standing – (CD Maxi) - Metropolis, Dependent Records
- 2001. - Genesis (Radio Edition) (CD Maxi, Ltd. Edition, Promo) - Dependent Records
- 2001. - Genesis.0 – (CD Maxi, Promo) - Dependent Records
- 2001. - Genesis.1 – (CD Maxi) - Dependent Records, Metropolis
- 2001. - Genesis.2 – (CD Maxi) - Dependent Records, Metropolis
- 2002. - Beloved – (CD Maxi, Promo) - Dependent Records
- 2003. - Beloved (Hiver and Hammer Mixes) – (12") - 3 Lanka
- 2002. - Beloved.1 – (CD Maxi) - Dependent Records
- 2002. - Beloved.2 – (CD Maxi) - Dependent Records
- 2003. - Honour 2003 – (CD Maxi, Enhanced) - Anachron Sounds
- 2005. - Chrome/Matter + Form – (CD, Promo) - Anachron Sounds
- 2005. - Chrome – (MP3 File) - Anachron Sounds, Metropolis, SubSpace Communications • (CDr, Promo) 2005 - SubSpace Communications

### Box setovi
- 2004. - Pastperfect – (2xDVD + CD-ROM Special Edition) - Anachron Sounds, Metropolis • (2xDVD) 2004 - Anachron Sounds
- 2009. - Reformation 1 - (2xCD + DVD)

## Vanjske poveznice
| - VNV Nation web stranica - Side-Line Magazine intervju - 2005 - VNV Nation na Discogs - VNV Nation na Last.fm - VNV Nation na MySpace | - Njemačka fan stranica - Internacionalni fan forum - VNV Nation Empire Arhivirana inačica izvorne stranice od 13. kolovoza 2007. (Wayback Machine) Yahoo! fan grupa - VNV Nation tekstovi Arhivirana inačica izvorne stranice od 27. travnja 2006. (Wayback Machine) - VNV Nation galerija na Alberta Stars Arhivirana inačica izvorne stranice od 24. listopada 2007. (Wayback Machine) - 2007 |